# Las Casas Altas
Las Casas Altas es una entidad de población perteneciente al municipio de Tacoronte, en la isla de Tenerife —Canarias, España—.

## Geografía
Se encuentra en la zona media del municipio, a unos tres kilómetros del casco de Tacoronte y a una altitud media de 630 m s. n. m.
Posee una ermita dedicada a la virgen de Candelaria y una plaza pública.

## Demografía
| Año        | 2000 | 2005 | 2010 | 2015 | 2020 |
| ---------- | ---- | ---- | ---- | ---- | ---- |
| Habitantes | 709  | 726  | 694  | 635  | 599  |

## Economía
Las Casa Altas es un barrio agrícola con tierras de cultivo dedicadas a la viña mayoritariamente, poseyendo además una explotación de ganado porcino.

## Fiestas
En la zona de Camino de La Cuesta se celebran fiestas en honor a la virgen de Candelaria en la primera quincena de agosto.

## Comunicaciones
Se llega al barrio principalmente a través de la carretera a Agua García TF-228.